# الجامعة التونسية للمصارعة
الجامعة التونسية للمصارعة (بالفرنسية: Fédération tunisienne de lutte أو اختصارا FTL)‏ هي الهيئة المشرفة على رياضة المصارعة في تونس.

## روابط خارجية
- الموقع الرسمي.